# North Yorkshire
North Yorkshire är ett ceremoniellt grevskap i norra England. Större delen av grevskapet består av vad som tidigare var North Riding of Yorkshire.

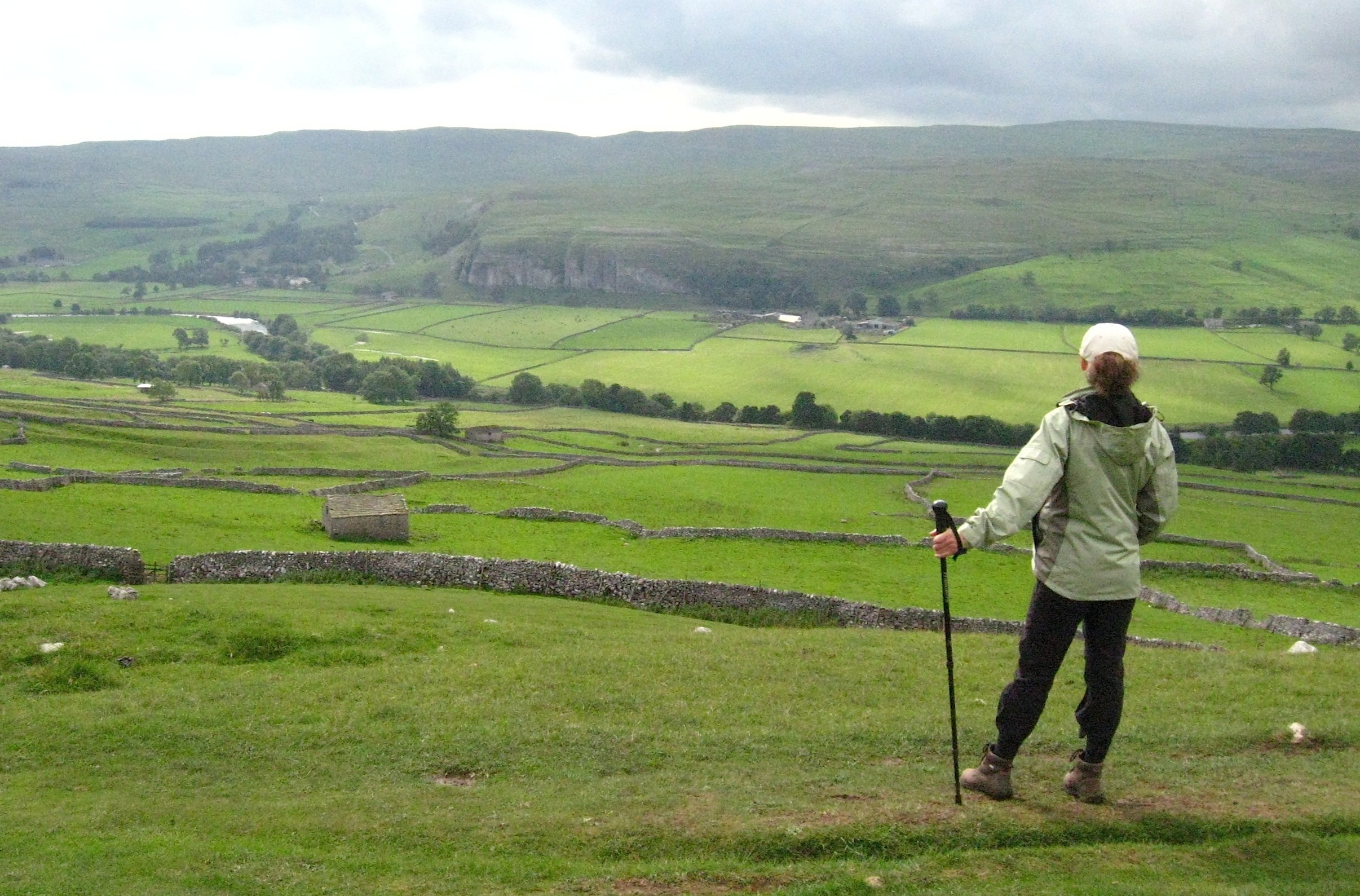
Typiskt landskap i Yorkshire Dales i västra North Yorkshire. Delar av Yorkshire Dales är idag nationalpark.